# South Persia Rifles
Die South Persia Rifles (SPR), im Iran als Polis-e jonub-e Iran (Polizei des Südens Irans) bezeichnet, war eine von britischen Offizieren kommandierte Miliz, die aus persischen und indischen Soldaten bestand, und von 1916 bis 1921 in den Provinzen Fars und Kerman im Süden Irans operierte. Das Oberkommando der Einheit hatte Brigadegeneral Percy Sykes. Sykes erhielt seine Befehle vom britischen Außenministerium übermittelt vom britischen Botschafter in Teheran.

## Hintergrund
Nach dem Ausbruch des Ersten Weltkriegs und der erklärten Neutralität Irans war es für die Briten wichtig, den Süden Irans militärisch zu sichern. Zum einen galt es, Sabotageakte gegen die Ölanlagen der Anglo-Persian Oil Company (APOC) in Abadan zu verhindern. Zum anderen sollten die im Iran tätigen deutschen und österreichische Agenten und ihre iranischen Verbindungsleute verhaftet werden. Die Aufmerksamkeit galt besonders Wilhelm Wassmuss, der 1915 in den Süden Irans zurückgekehrt war, und die dort lebenden Stämme gegen die Briten aufgewiegelt hatte. Nach dem 1907 mit den Russen geschlossenen Vertrag von Sankt Petersburg lag der Süden Persiens in der britischen Einflusszone. Nach einem 1915 mit dem zaristischen Russland geschlossenen Geheimabkommen, sollten die Briten auch in der in dem Abkommen von 1907 definierten „Neutralen Zone“ militärisch Operationen durchführen können. Im Gegenzug sollten die Russen die von russischen Offizieren befehligte Persische Kosakenbrigade auf eine Stärke von 8.000 Mann aufrüsten und den Norden Irans kontrollieren.

## Aufbauphase
Am 16. März 1916 ging General Percy Sykes in Bandar Abbas an Land. Die Verhandlungen mit Premierminister Sepahdar waren so weit gediehen, dass die Kosakenbrigade mit finanzieller Hilfe aus Russland auf 11.000 Mann aufgestockt werden sollte und dass die Briten im Süden eine gleich starke Truppe aufbauen sollten. Die Verbände sollten als iranische Truppen betrachtet werden, die ihre Befehle vom iranischen Verteidigungsministerium erhielten. Die iranische Regierung sollte 200.000 Toman für Ausrüstung und Sold erhalten. Der Premierminister machte deutlich, dass die Vereinbarung vom iranischen Parlament bestätigt werden müsse, um Rechtskraft zu erlangen. Das Problem war nur, dass das iranische Parlament 1915 aufgelöst worden war, ohne dass ein Termin für Neuwahlen festgesetzt worden wäre. Dass das Abkommen letztlich nie vom iranischen Parlament bestätigt worden ist, da ein neues Parlament erst lange nach dem Ersten Weltkrieg im Jahr 1921 gewählt wurde, brachte die Briten in den folgenden Jahren in erhebliche Schwierigkeiten.
Ohne die parlamentarische Bestätigung abzuwarten, ging Sykes an den Aufbau der South Persian Rifles. Die Gerüchte, dass Sykes bereits 1916 20.000 Mann unter Waffen hätte, waren allerdings stark übertrieben. Sykes marschierte mit einigen hundert SPR-Männern nach Schiraz, die zudem durch mehrere hundert Mann indische Truppen verstärkt worden waren. In Schiraz regierte Abdol Hossein Mirza Farmanfarma als Gouverneur, der eng mit Sykes zusammenarbeitete und 3.000 Mann seiner Gendarmerie zur Verfügung stellte. Weitere Männer wurden in Kerman angeworben und als SPR-Einheit ausgebildet.

## Einsätze

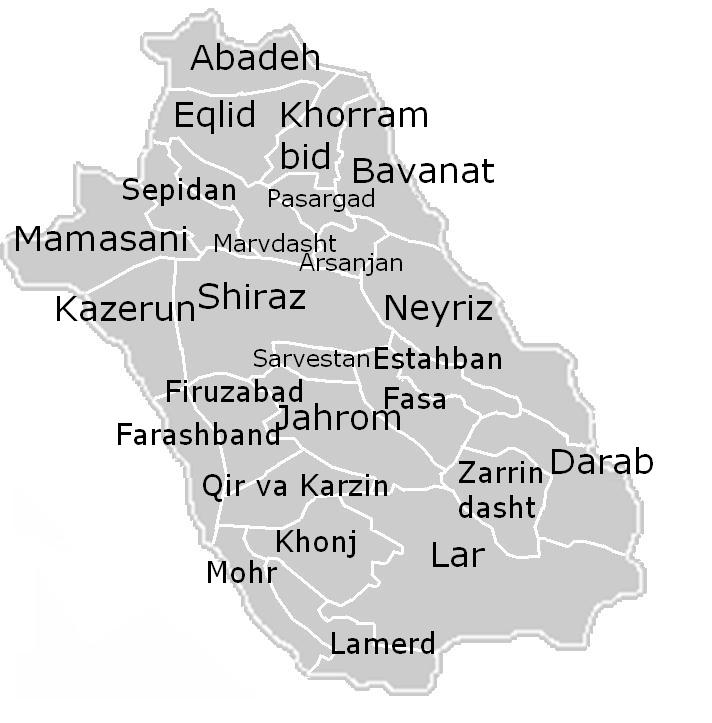
Bezirke der Provinz Fars

Die erste Bewährung der SPR-Einheiten kam, als Naser Divan, der Anführer der Kalantar im Bezirk Kazerun in der Provinz Fars im Dezember 1916 einen neu eingerichteten SPR-Posten überfiel und den Bezirksgouverneur gefangen nahm. Für Sykes war klar, dass diese Aktion nur von dem deutschen Agenten Wassmuss geplant sein konnte. Sykes sandte eine South Persian Rifles-Einheit nach Kazerun, die jedoch erheblich dezimiert nach Schiraz zurückkam. Der größte Teil der Truppe war desertiert und die wenigen verbliebenen Soldaten waren bei den Gefechten verwundet worden. 1917 waren die SPR-Einheiten in weitere kleinere Gefechte verwickelt, wurden aber eher zur Sicherung der Straßen der Provinz Fars als zu regulären Gefechten eingesetzt. Die Höhepunkte des Jahres 1917 waren eine Meuterei in der Garnison Kana Zenyan, die nahezu vollständige Einkesselung der Garnison in Schiraz durch von Wassmuss unterstützte Kaschgai-Kämpfer und eine Meuterei in der Garnison Abada.
Im Frühjahr 1918 kam es zu Streitigkeiten mit der iranischen Regierung. In Teheran betrachtete man die South Persia Rifles inzwischen als Besatzungstruppe und lehnte eine weitere Zusammenarbeit mit Sykes ab. Die South Persian Rifles-Brigade in Schiraz war erneut von Kaschgai-Kämpfern eingekesselt worden und die Kampfmoral der SPR-Truppe nahe null. Schiraz hatte unter den ständigen Attacken der Kaschgais sehr zu leiden. Nahrungsmittel waren knapp und Choleraepidemien dezimierte die Einwohnerzahl von Schiraz.
Die Wende für die South Persia Rifles brachte die Einkesselung der SPR-Garnison in Abada. Die aus Schiraz herbeigeeilte Verstärkung durchbrach den Kessel und befreite die Garnison. Bei den Kämpfen wurden über 100 Kaschgai-Kämpfer getötet. Die letzten Kämpfe erfolgten im Bezirk Firuzabad, in denen die South Persian Rifles gegen 500 Kaschgai-Kämpfer siegreich blieben. Am 27. Januar 1919 wurde Kazerun von SPR-Truppen besetzt. Der Widerstand der Kaschgais war gebrochen.
Nach dem Ersten Weltkrieg wurden die SPR-Truppen hauptsächlich gegen Banditen und Straßenräuber eingesetzt. Ihre Aufgabe war wieder, wie zu Beginn des Krieges, die Sicherung der Überlandstraßen. Vor Ort wurden sie jedoch als "von England bezahlte Diebesbanden" betrachtet.

## Auflösung
Am 4. Juni 1921 war Ahmad Qavām Premierminister geworden und Reza Khan war Verteidigungsminister. Reza Khan hatte es sich zur Aufgabe gemacht, aus den unterschiedlichen im Iran operierenden militärischen Einheiten, den persischen Kosaken, den South Persia Rifles und den Gendarmen, eine einheitliche iranische Nationalarmee zu formen. Die Verhandlungen mit den Briten verliefen aber anders als geplant. Nachdem Reza Khan sich geweigert hatte, britische Militärberater für die neue iranische Armee zu akzeptieren, wollten die Briten die South Persia Rifles eher auflösen, als in eine iranische Armee integriert sehen. Das Hauptquartier in Buschehr wurde geschlossen, die militärische Ausrüstung nach Indien verschifft und der Rest zerstört. Die Mannschaft wurde ausbezahlt und entlassen. Allerdings konnten die Briten nicht verhindern, dass sich viele Ehemalige der South Persian Rifles umgehend bei der neuen iranischen Armee bewarben und auch aufgenommen wurden. 
Nach den Plänen des britischen Außenministeriums sollte die „Sicherung britischer Interessen“ direkt aus Großbritannien finanzierte lokale Milizen übernehmen. Nach dem Sturz von Ahmad Schah und der Übernahme der Regentschaft durch Reza Schah konnten die Briten diese Pläne nicht umsetzen. Reza Schah entmachtete die lokalen Stammesführer und löste die lokalen Milizen durch den raschen Aufbau der iranischen Armee auf. Die Zentralregierung in Teheran wurde unter Reza Schah zum alleinigen Machtfaktor, mit der sich die Briten einigen mussten.